# Front Mission 2089: Border of Madness
Front Mission 2089: Border of Madness — тактическая ролевая игра, разработанная компаниями Square Enix Co., Ltd., MSF и Winds и изданная в Японии компанией Square Enix Co., Ltd. в 2005 и 2008 годах для мобильных телефонов. Игра была выпущена 7 марта 2005 года (для сервисов i-mode), 27 октября 2005 года (для сервисов EZweb) и 18 июня 2008 года (для сервисов Yahoo! Mobile). Front Mission 2089 является частью проекта Front Mission Mobile, посвящённого играм серии Front Mission для мобильных телефонов. Front Mission 2089 представляет собой пятую основную часть и седьмую игру в целом в серии Front Mission. Подобно другим играм серии Front Mission, Front Mission 2089 представляет часть многосерийного повествования, рассказывающего истории различных персонажей и события, происходящие с участием мехов, называемых ванзерами. Расширенная версия игры, разработанная студией h.a.n.d., была издана для Nintendo DS 29 мая 2008 года под тем же названием Front Mission 2089: Border of Madness.

## Игровой процесс
Front Mission 2089 заимствует многие игровые механики из Front Mission. Игра развивается линейно: игроки просматривают сюжетные ролики, выполняют миссии, настраивают ванзеров в промежутках между заданиями и отправляются на следующую миссию. Миссии в Front Mission 2089 представляют собой стандартные задания тактической ролевой игры — от уничтожения всех вражеских целей до защиты определённых союзных объектов. В связи с мобильным форматом история Front Mission 2089 подаётся в виде эпизодов; новые эпизоды выпускались для загрузки на официальном сайте игры каждые две недели. В игре вернулся режим «Арена». Как и в Front Mission, игроки могут сражаться друг с другом за денежные награды. Также вернулась система оценки миссий; основанная на системе подсчёта очков из Front Mission 3, она позволяет игрокам получать новые детали и ванзеров за успешное выполнение заданий. Кроме того, игроки могут пройти два различных сценария — один за Океанический кооперативный союз (O.C.U.), другой за Соединённые Штаты Нового Континента (U.S.N.).

## Сюжет
События Front Mission 2089 разворачиваются в 2089 году на острове Хаффман, за год до второго конфликта на Хаффмане. Ряд вооружённых столкновений на острове Хаффман в 2086 году вызвал беспорядки на острове. O.C.U. и U.S.N. ввели миротворческие силы на принадлежащие им части острова для прекращения насилия. Этот конфликт, известный как «Хаффманский кризис», обострил отношения между двумя наднациональными союзами. К 2089 году обе сверхдержавы усилили своё военное присутствие на острове и приступили к найму наёмников из разных стран мира. Данные наёмники затем отправлялись для проведения разведывательных операций и шпионажа в районе реки Мейл — границы, которая разделяет территории O.C.U. и U.S.N. на острове Хаффман.
Сюжетная линия Front Mission 2089 сосредоточена на группе наёмников во главе с Эрнестом Дж. Сэлинджером. Получив кодовое обозначение «Шторм», Эрнест выполняет боевые задания в окрестностях реки Мейл. В то время как большинство заданий включает базовую разведку и сбор информации, наёмники обнаруживают аномальные явления у границы. Наёмники, завербованные обеими сторонами, начинают бесследно исчезать, причём многие из них последний раз наблюдались вблизи реки Мейл. Не имея точных сведений о том, дезертируют ли наёмники или действительно пропадают, командир Шторма с позывным Сокол поручает им провести расследование этих исчезновений. В процессе расследования Эрнест и его команда обнаруживают неизвестную наёмническую организацию под названием Вампиры.

## Разработка
Игра была представлена в 2005 году на выставке Tokyo Game Show, организованной Computer Entertainment Software Association. Графика получила положительные отзывы, отмечались детализированный сюжет и широкие возможности кастомизации ванзеров. Мобильная версия игры выпускалась по три главы в месяц, однако в версии для Nintendo DS эта особенность была изменена — игра была переработана для создания более линейной структуры, как отметил продюсер серии Тоширо Цутида. В игре, её переиздании и сиквеле не использовалась новая музыка — вместо этого была задействована музыка из предыдущих игр серии, и отдельных музыкальных альбомов по этим играм выпущено не было.

### Ремейк
Осенью 2007 года компания Square Enix Co., Ltd. объявила о разработке ремейка Front Mission 2089 для Nintendo DS под названием Front Mission 2089: Border of Madness. Продюсер игры Коитиро Сакамото указал, что опрос поклонников серии показал — большинство из них не играло в игры на мобильных телефонах, поэтому Square Enix решила выпустить игру для Nintendo DS. Данный ремейк Front Mission 2089 включал в себя полностью переработанную графику, новые изображения персонажей, новые видеовставки, переписанный сюжет, новые игровые сценарии и новые карты сражений. Также в игру были добавлены функции сенсорного экрана и обновлённый интерфейс для удобного управления. Кроме того, в Front Mission 2089: Border of Madness были включены различные игровые механики из других частей серии Front Mission, такие как броневое покрытие и связанные атаки. Многопользовательский режим пришлось исключить из-за ограничений по объёму памяти Nintendo DS.